# Église Saint-Rémy de Sainte-Ramée
L'église Saint-Rémy est une église catholique située dans la commune de Sainte-Ramée, dans le département de la Charente-Maritime, en France.

## Localisation
L'église est située au cœur du bourg, le long de la route départementale D 145E6.

## Historique et description
L'église date du XIIe siècle. Jusqu'au XIXe siècle, la façade figurait parmi les plus remarquables des églises romanes de Saintonge. Elle montrait encore au début du XXe siècle un portail en plein cintre à voussures, rehaussé d'un fort cordon à pointes de diamant et des colonnes ornaient les pieds-droits. À l'étage se déroulait, au-dessus d'une corniche à modillons, une belle galerie de cinq arcs complétée par un cordon et portée par des colonnes. Il existait également, sur un registre supérieur, une autre arcature plus étroite.
Le pignon disparut le premier, suivi de toutes les colonnettes. Par la suite, les quelques précautions indispensables n'ayant pas été prises, l'étage se lézarda sous l'action de la pluie et toute la façade fut démolie en 1954 pour être remplacée par le mur utilitaire actuel. De la décoration romane, seuls cinq modillons choisis parmi les moins détériorés furent conservés.
Ces modillons (masque de porc tirant la langue, deux têtes d'homme, quatre rouleaux et un masque de bouc) sont parmi les types les plus fréquents de modillons romans. Malheureusement, l'information manque sur les modillons détruits. Le porc et le bouc suggèrent que le thème de la leçon de moralité abordée sous la corniche était la dénonciation de la gloutonnerie et la luxure.

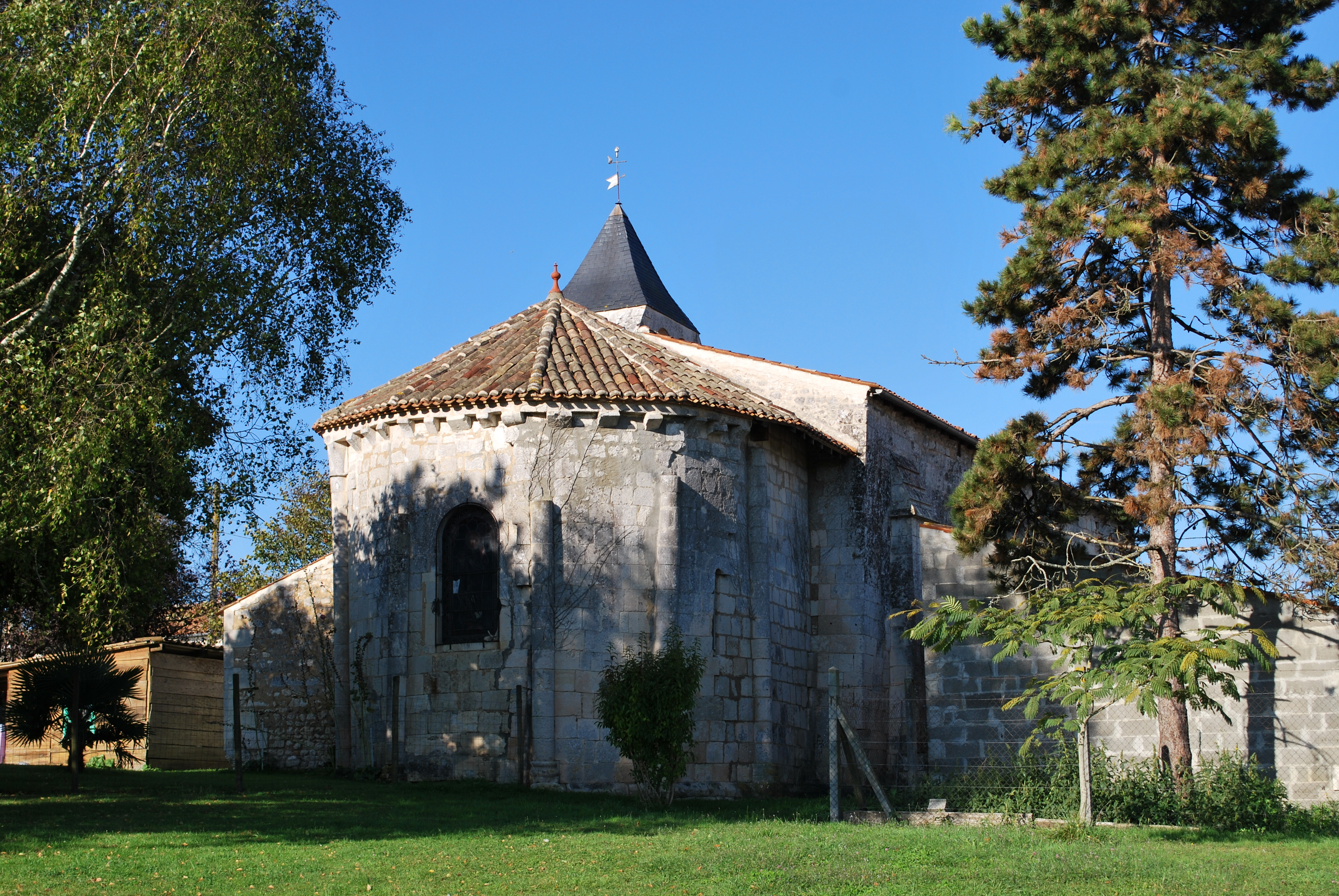
Le chevet roman.
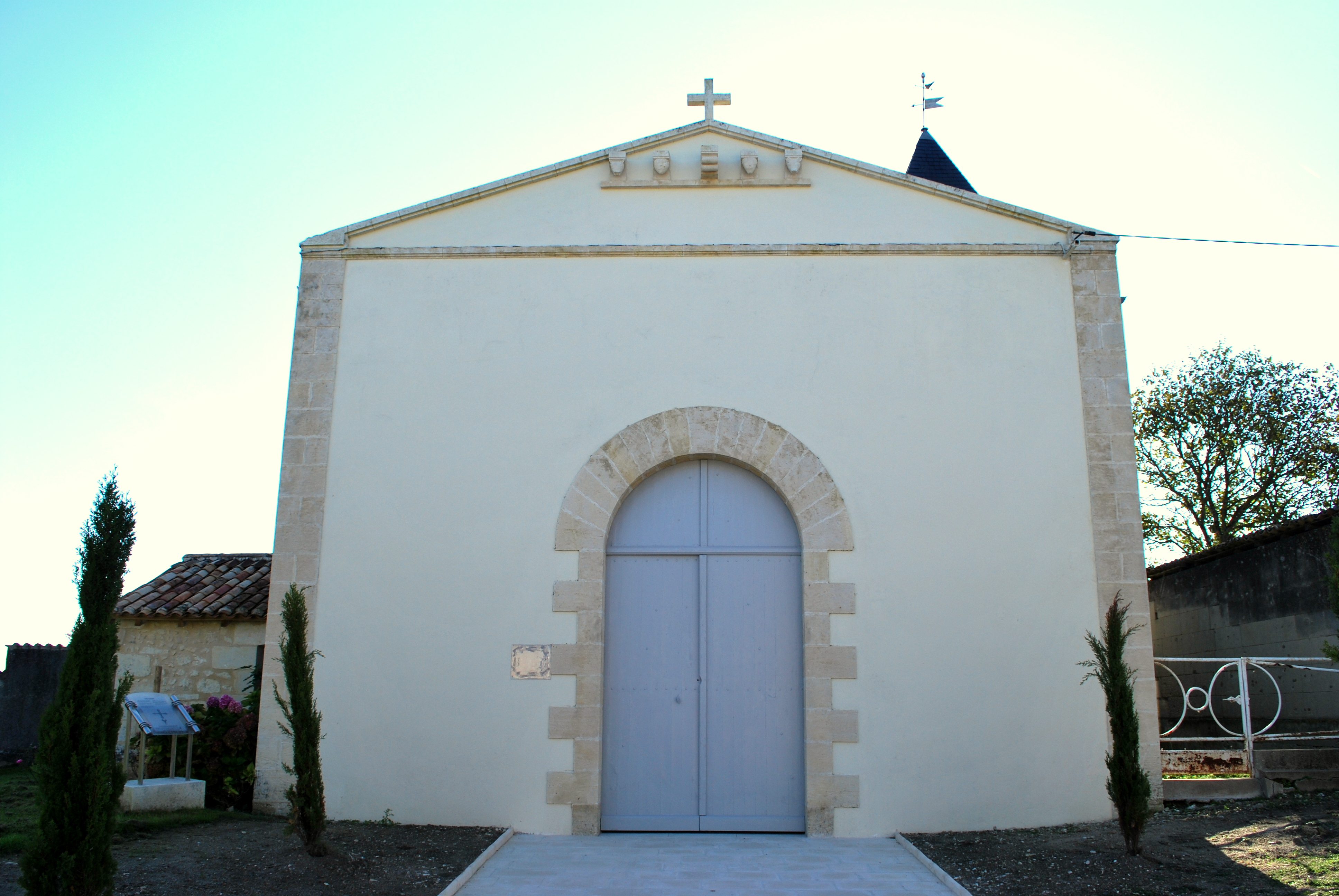
La façade de 1954.
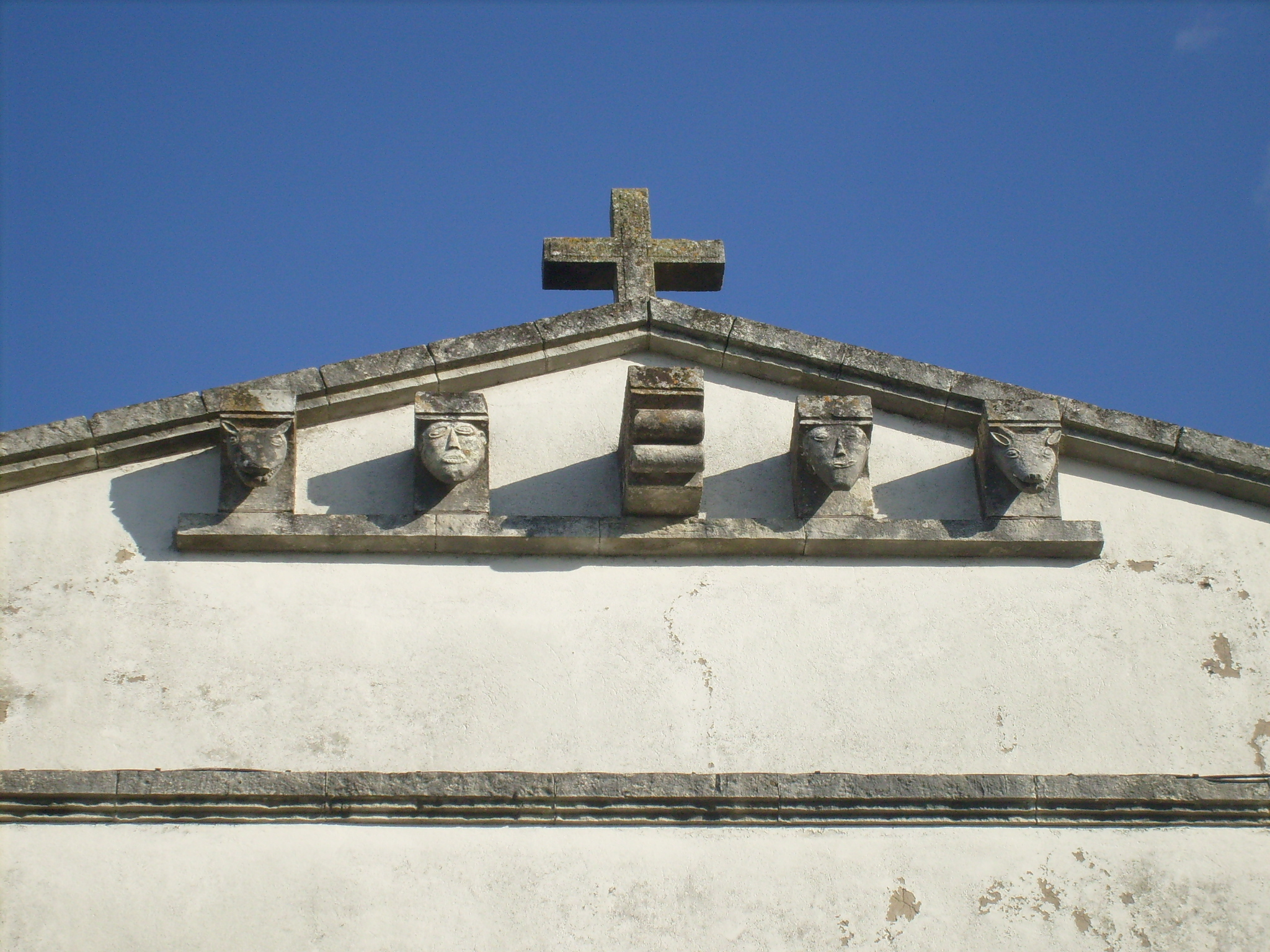
Cinq modillons romans.
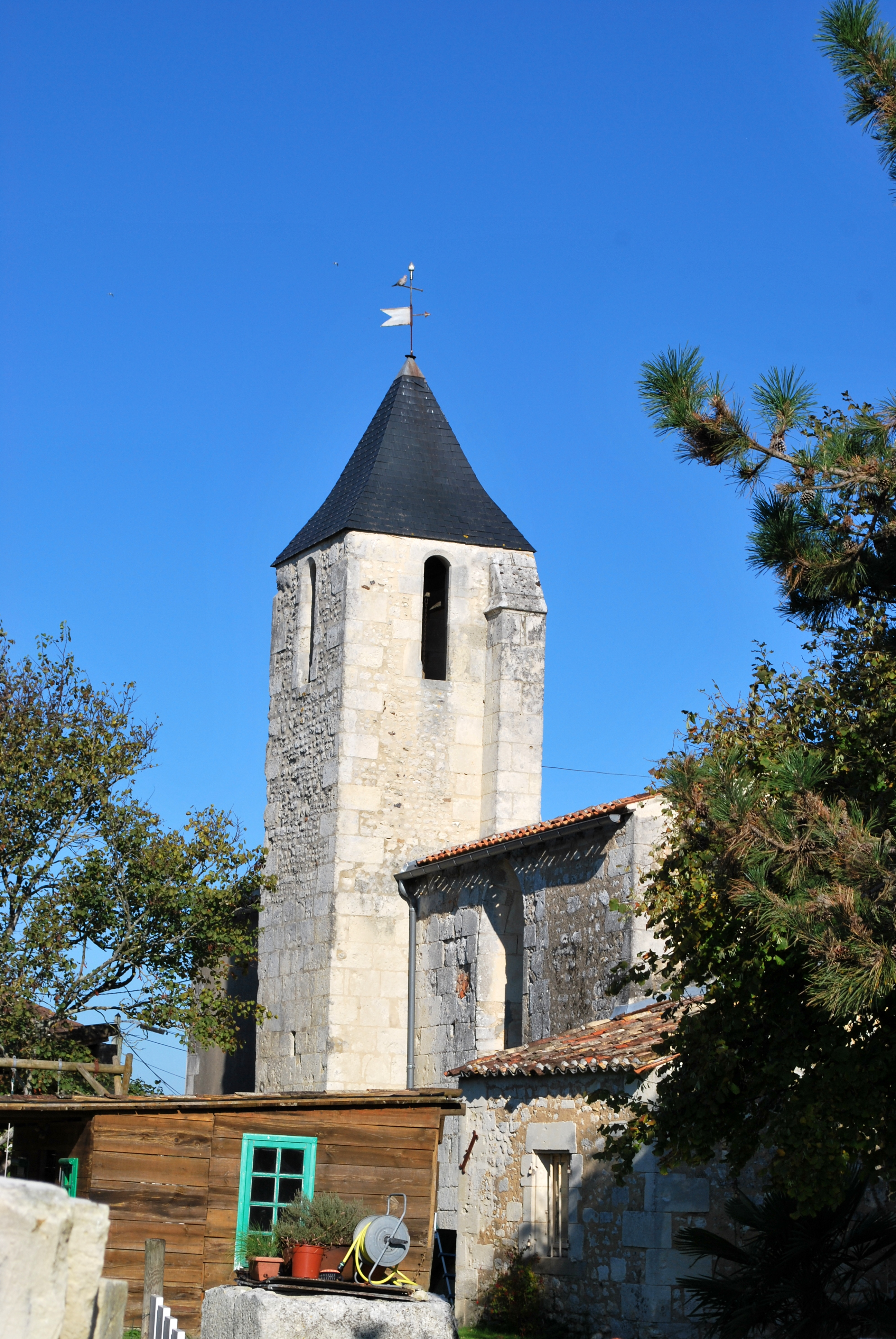
Le clocher roman.
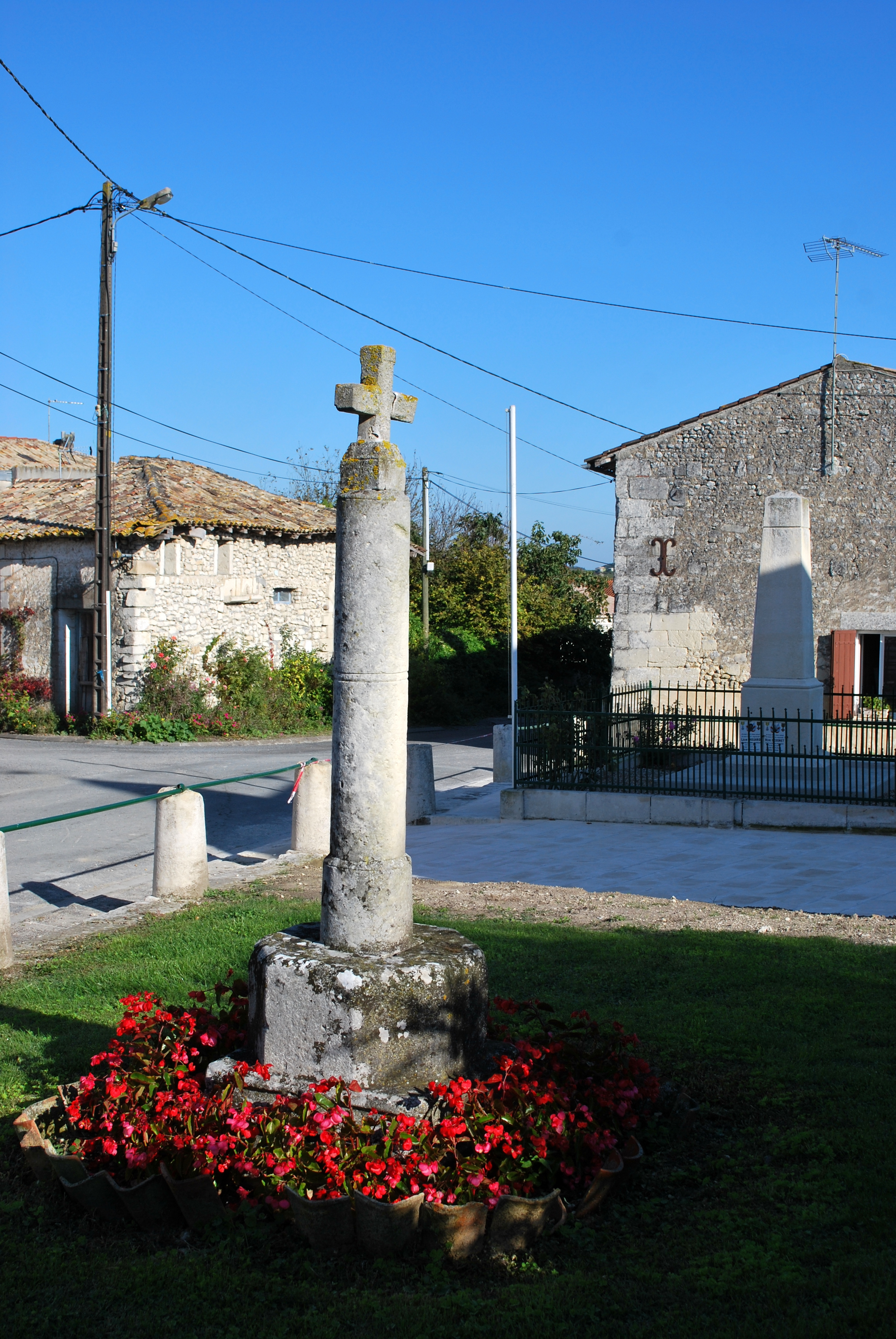
Croix de cimetière.

Le chevet roman de l'église est sans décoration mais le clocher, qui est également sans décoration, possède, sur le mur sud, les traces d'au moins trois cadrans canoniaux. Ces cadrans datent probablement du XIIe ou du XIIIe siècle.

Cadrans canoniaux
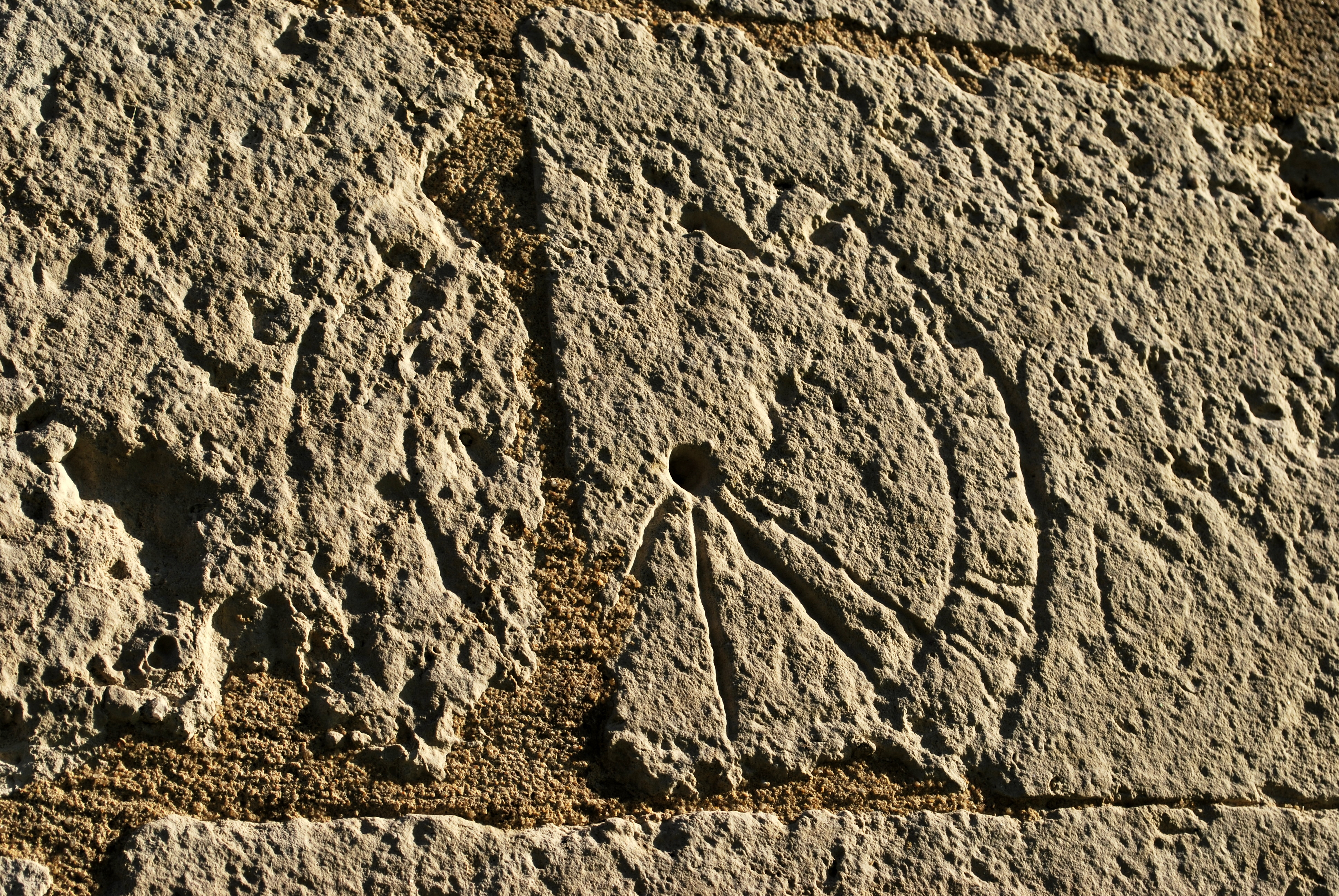
Cadran no 1.
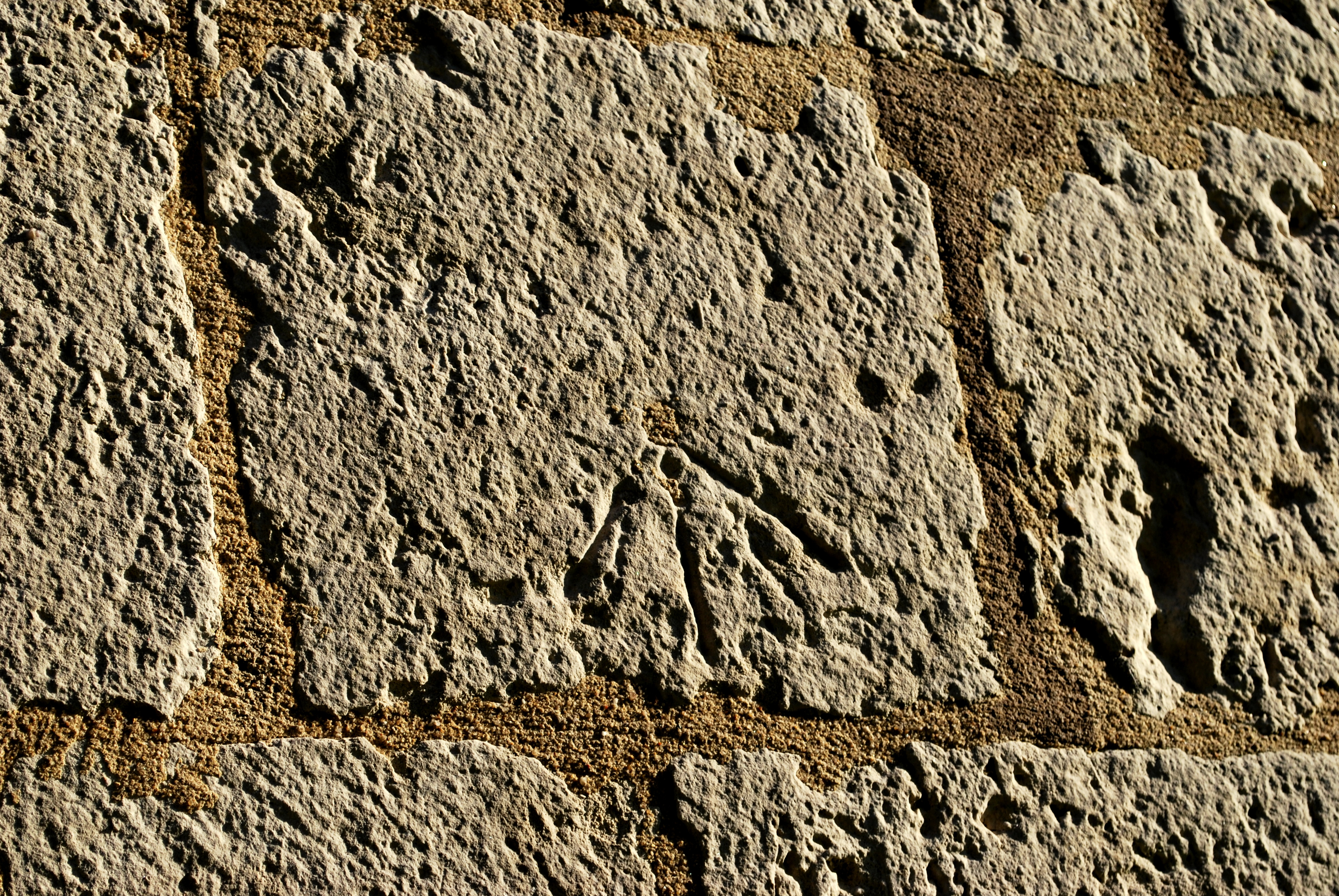
Cadran no 2.
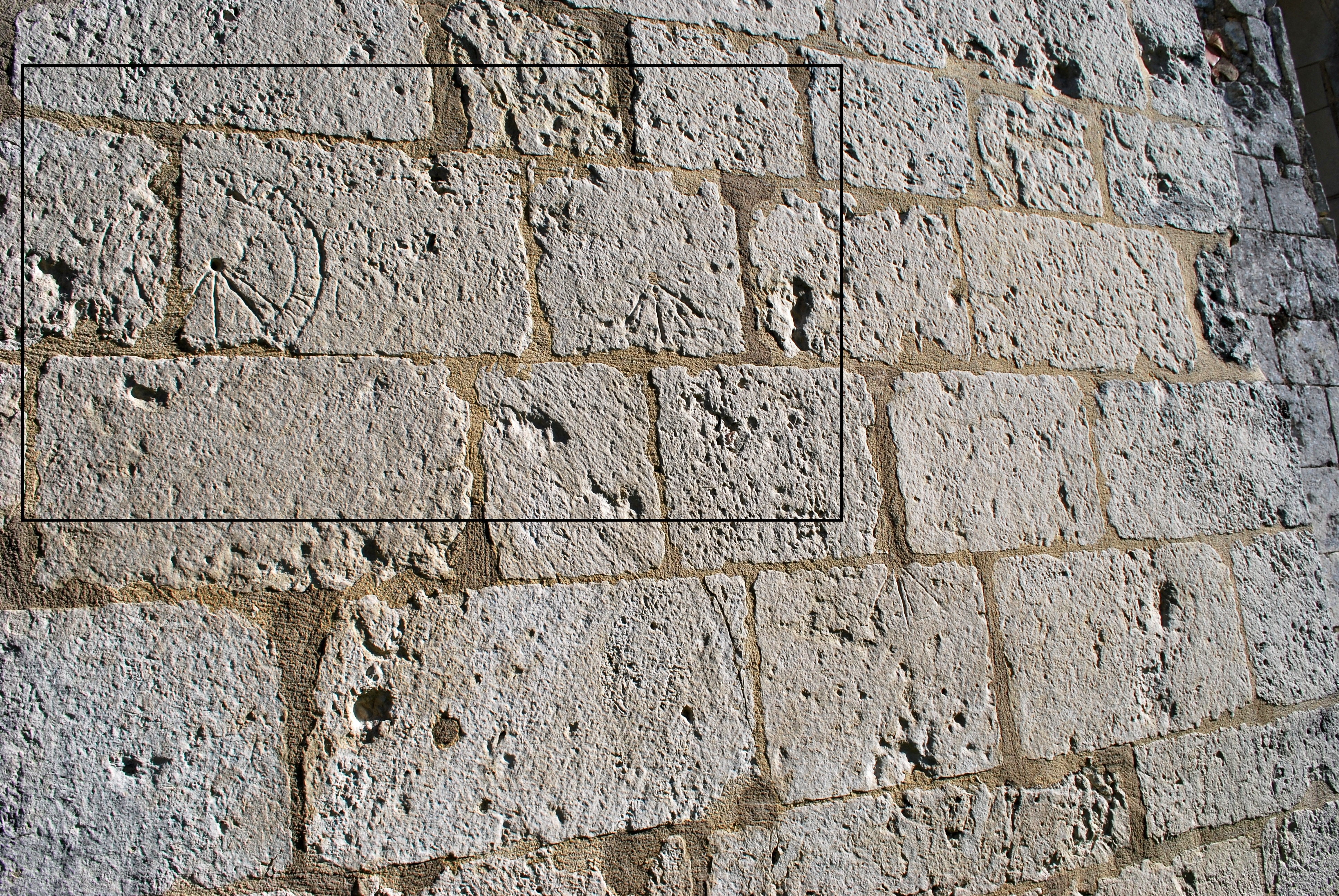
Cadrans no 1 et no 2.
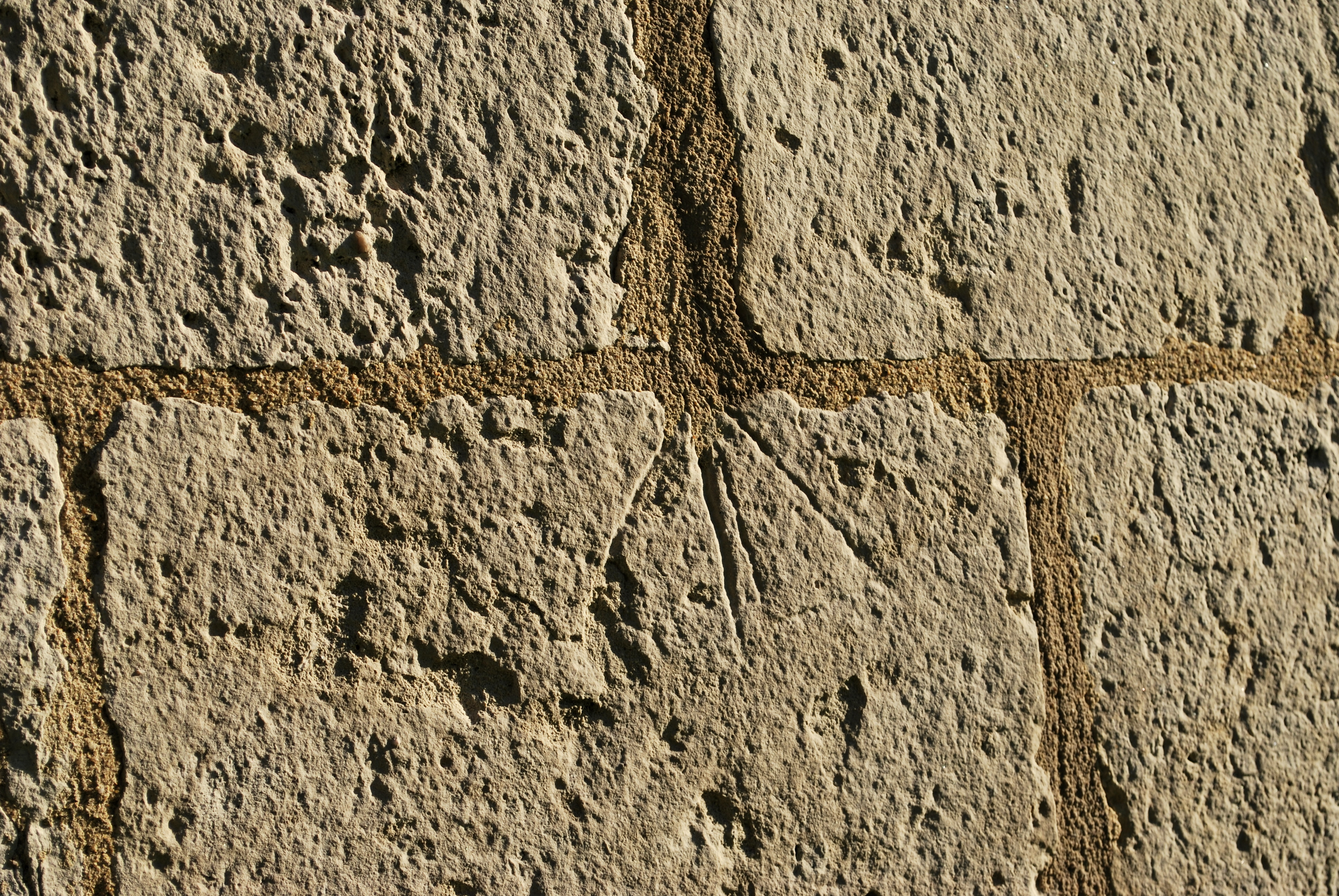
Cadran no 3.

L'intérieur de l'église est très simple. La nef est d'un seul vaisseau ; elle est couverte, comme l'abside, par une charpente. Les seuls chapiteaux sont ceux de l'arc triomphal, séparation entre la nef et le sanctuaire ; ils sont historiés.

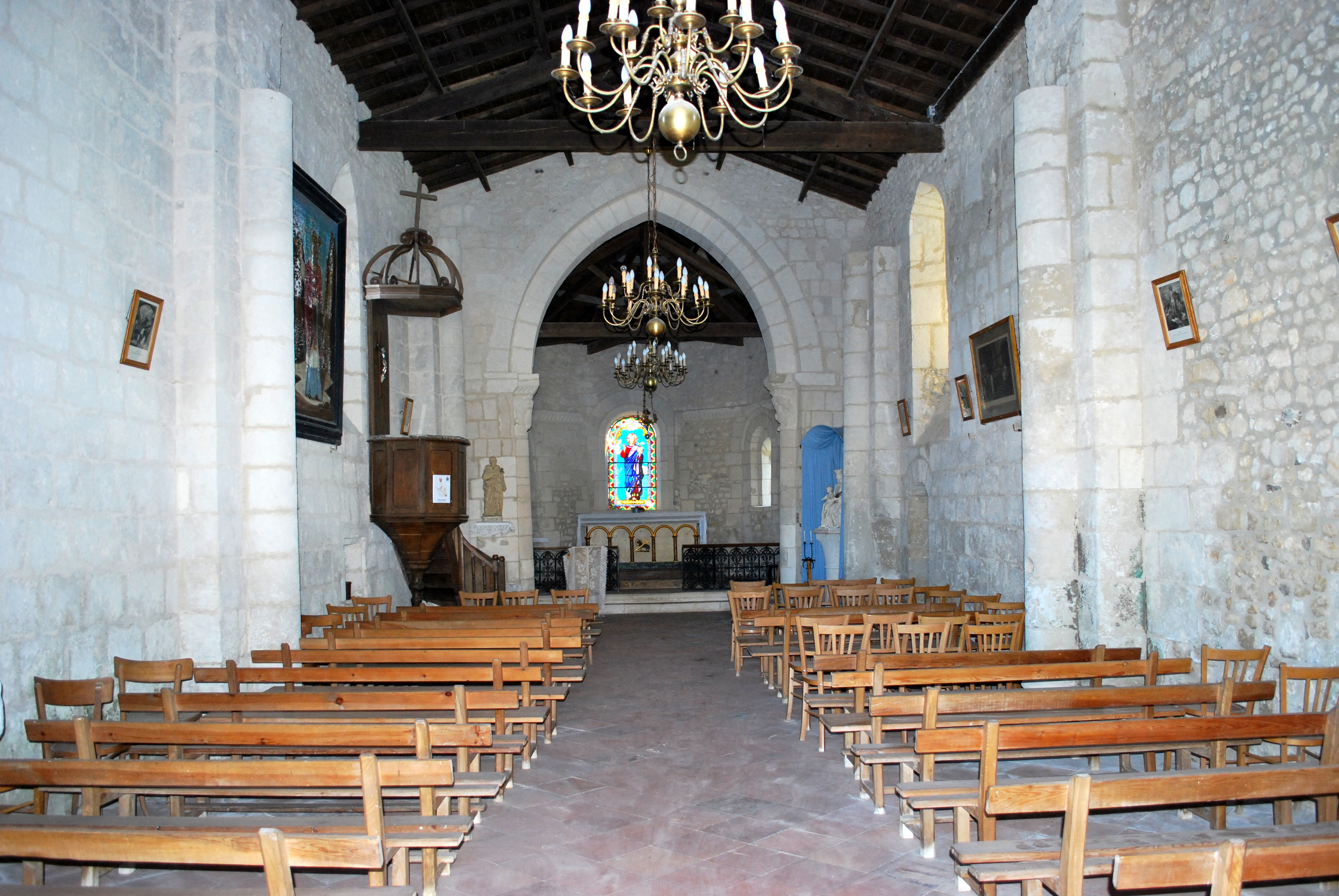
La nef.
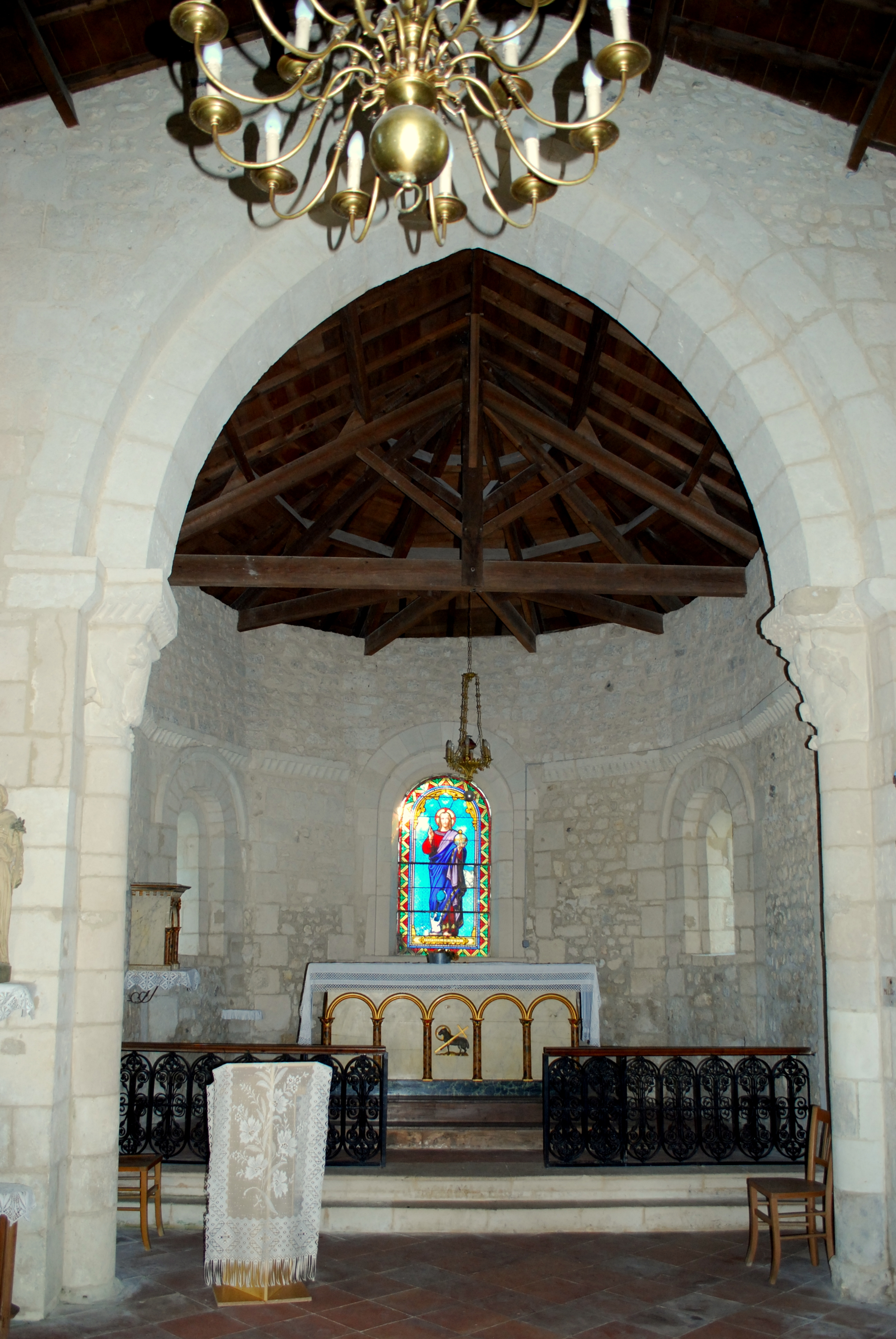
Le sanctuaire.
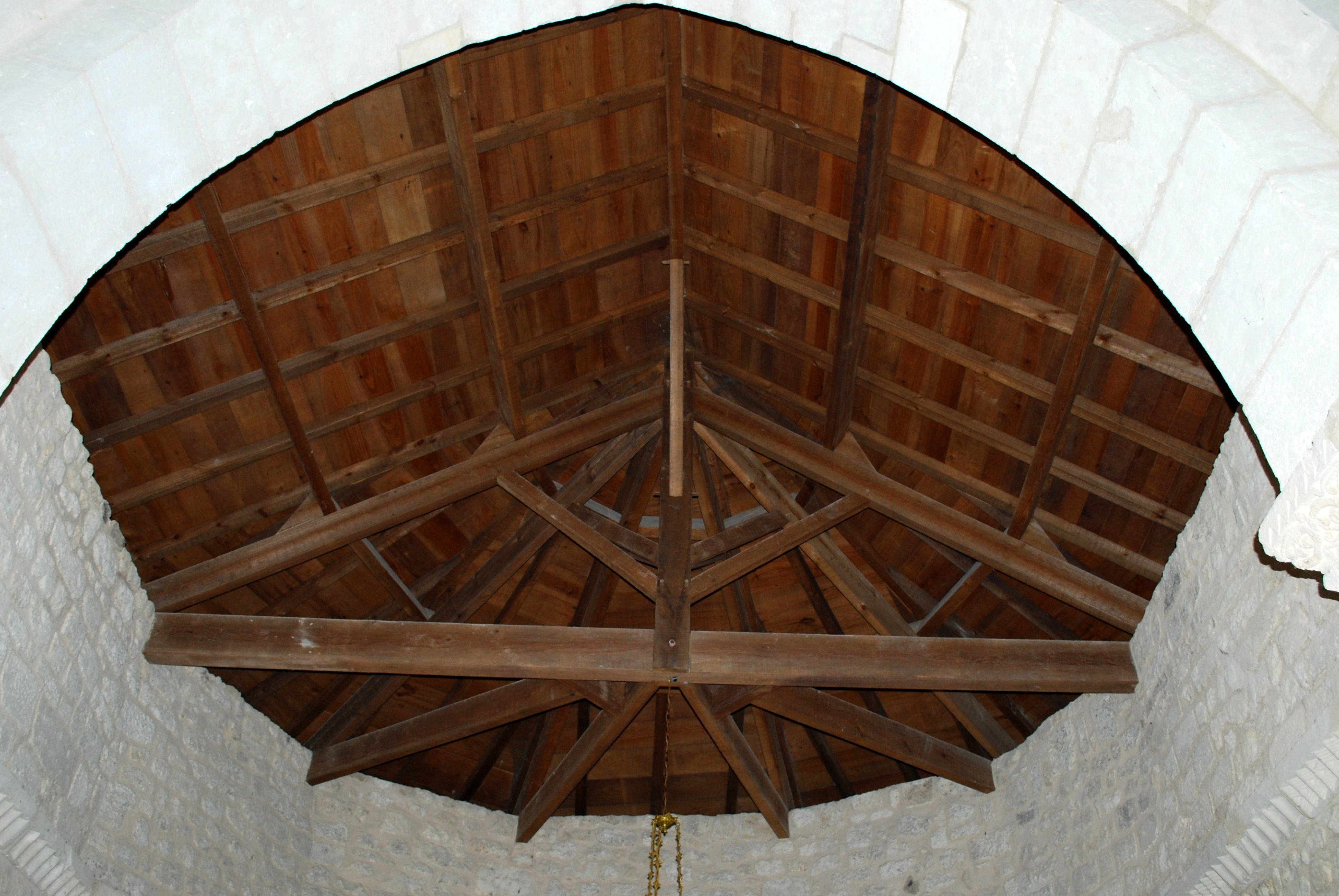
Charpente de l'abside.
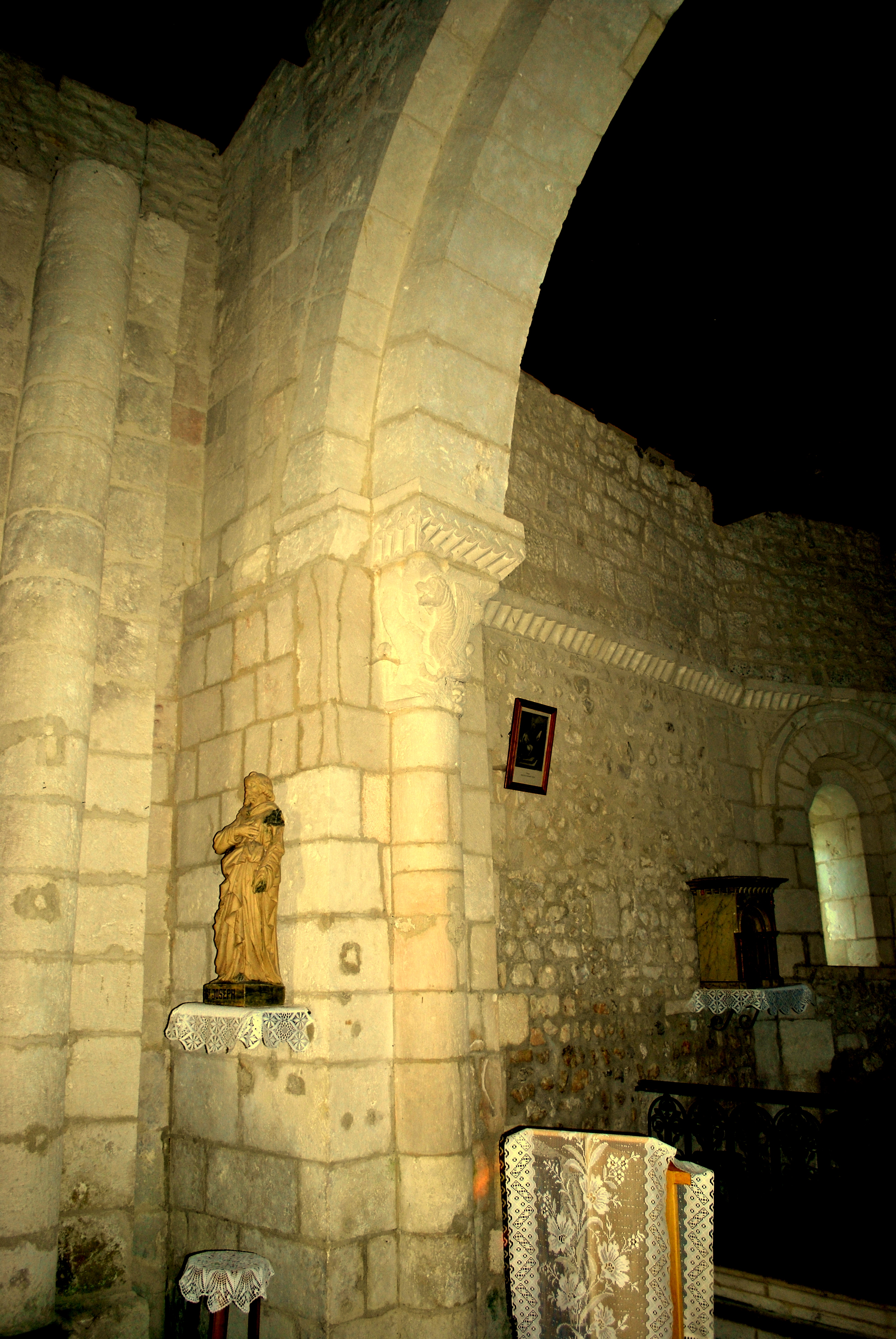
Arc triomphal nord.
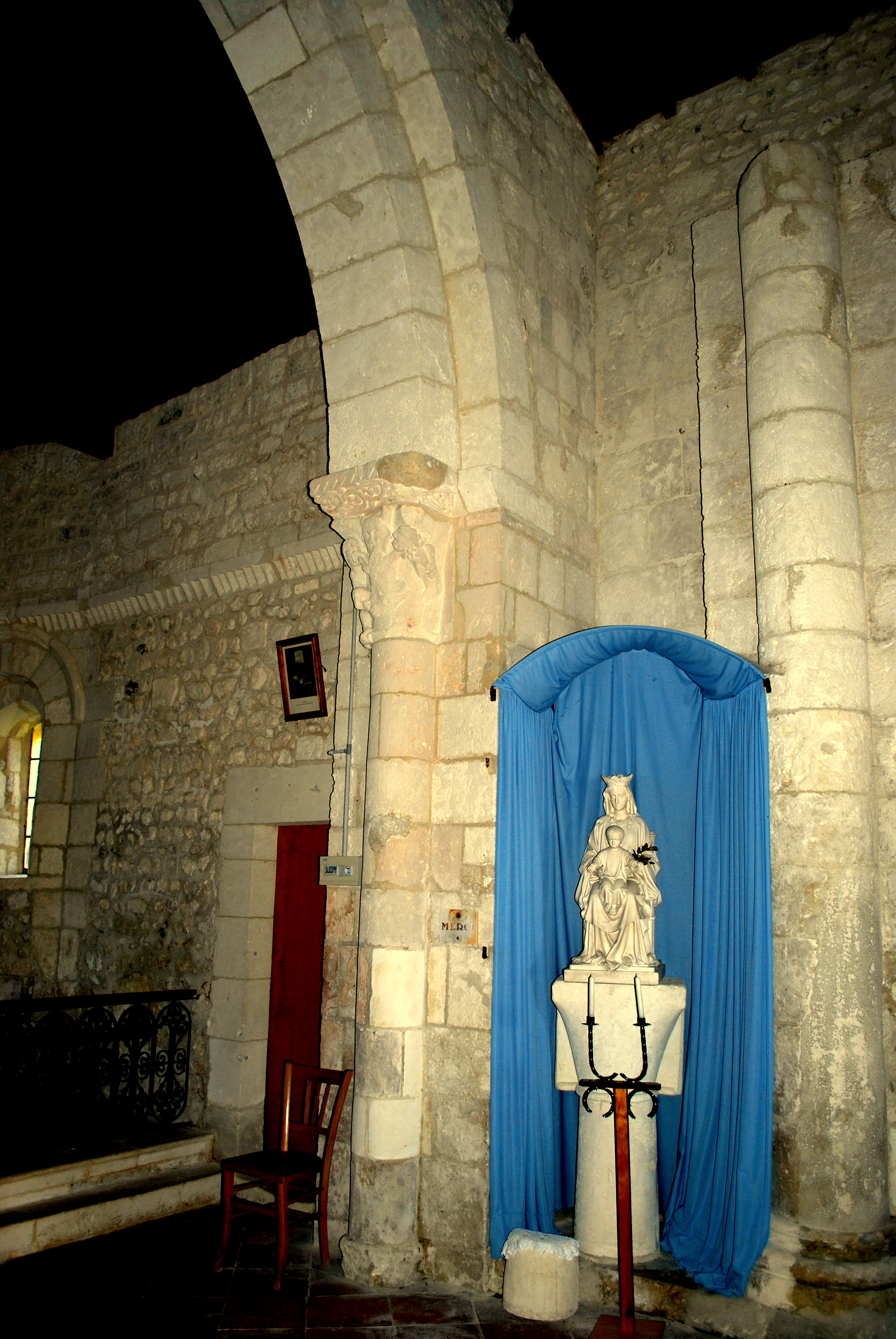
Arc triomphal sud.

Les deux chapiteaux de l'arc triomphal sont sous les yeux des clergé au lieu d'être directement visibles par les fidèles. Comme c'est souvent le cas avec des chapiteaux historiés dans le sanctuaire des églises romanes, les illustrations ne sont pas tirées des thèmes bibliques, mais des rappels de moralité, destinés aux prêtres. Il est parfois difficile aujourd'hui d'avoir une idée précise de l’interprétation qui était donnée au XIIe siècle.
Chapiteau nord
Sur chaque face du chapiteau, se trouve un « dragon ailé ». Celui de la face ouest a été martelé, il ne reste que sa silhouette. Par contre, les deux autres dragons sont complets. Celui de la face principale a la tête et la crinière d'un cheval, des écailles de poisson, la queue d'un serpent et des ailes. La créature sur la face orientale est très semblable, mais, avec sa langue fourchue, il lèche son aile. Il est accroché à l'astragale avec un pied griffu. Les trois dragons semblent plutôt jouer ensemble que combattre.
Chapiteau sud
Au centre de la face principale un démon vomit peut-être des feuillages (le chapiteau a été martelé, mais compréhensible, le thème des « cracheurs de rinceaux » étant très populaire dans l'art roman). La créature encercle de ses bras deux humains, qui se trouvent sur les petites faces de la corbeille. Le personnage sur la face orientale semble être une femme nue, avec de longs cheveux. Elle tient entre ses mains un serpent. Ses pieds, comme les serres d'une rapace, agrippent l'astragale. De l'homme sur la face occidentale, il ne reste que la tête et une partie de son dos, qui est sous l'emprise du bras et la main du démon. Ses cheveux sont en tresses. Il semble que chacun ait pris dans sa bouche le « feuillage » craché par le démon.
À l'époque où le célibat des prêtres commence à être imposé par la réforme grégorienne, cette représentation du lien continu entre le serpent maléfique, passant par la femme et les paroles insidieuses du démon vers l'homme qui serait tenté par le péché de chair parait une mise en garde vraisemblable.
Le mobilier de l'église
Parmi le mobilier de l'église, se trouve une croix de procession du XVIe siècle. Cette croix, en cuivre doré, sur âme de bois, constitue l'un des plus beaux témoignages de l'habilité des artisans du XVIe siècle. Chaque boucle de la croix s'achève par un motif fleurdelisé précédé par les symboles des quatre évangélistes (le tétramorphe). La croix est sur la liste des objets classés au titre objet des monuments historiques depuis le 23 octobre 1991.
Le vitrail de la baie axiale de l'abside est l’œuvre du maître-verrier Louis-Victor Gesta de Toulouse.

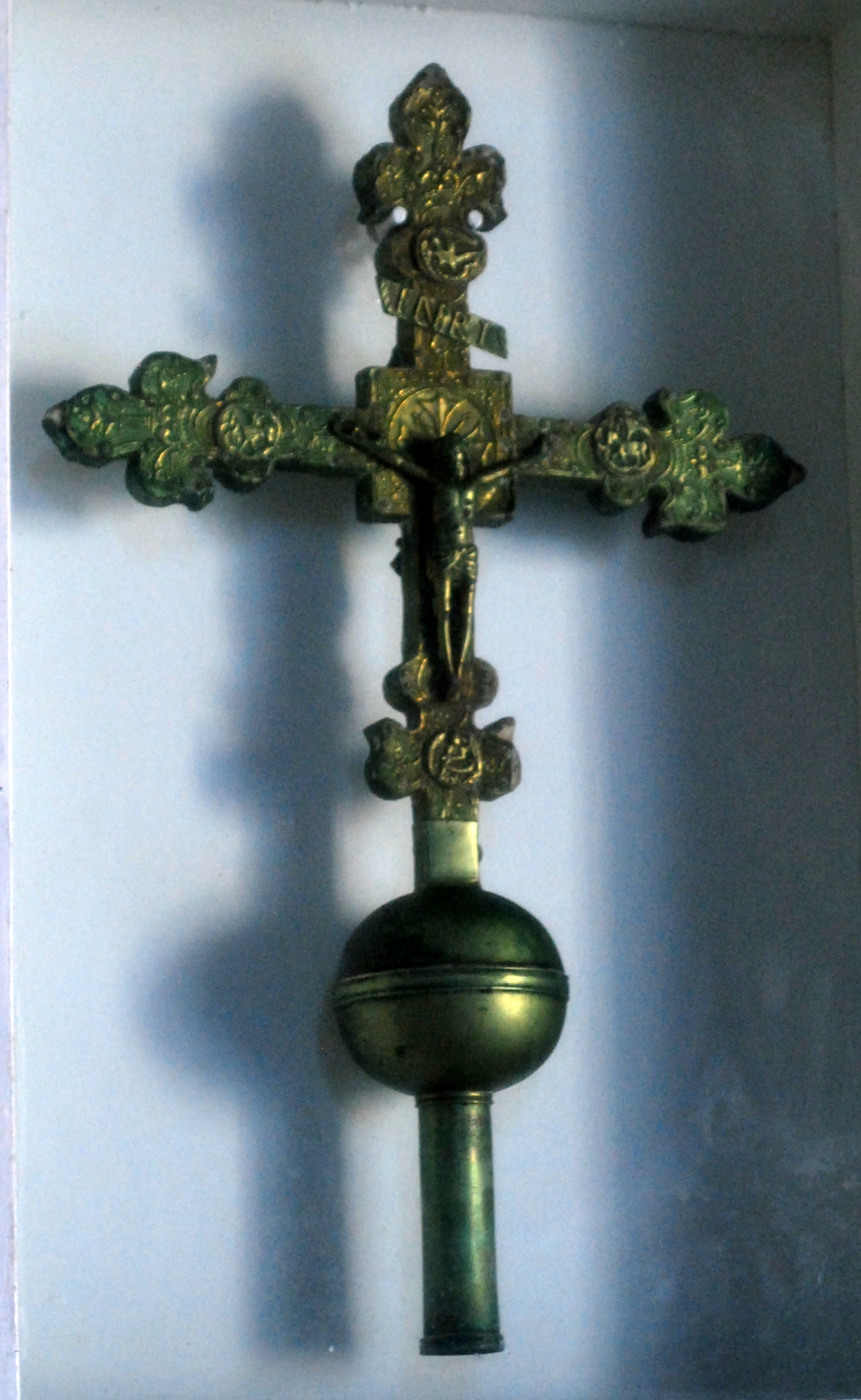
Croix de procession.
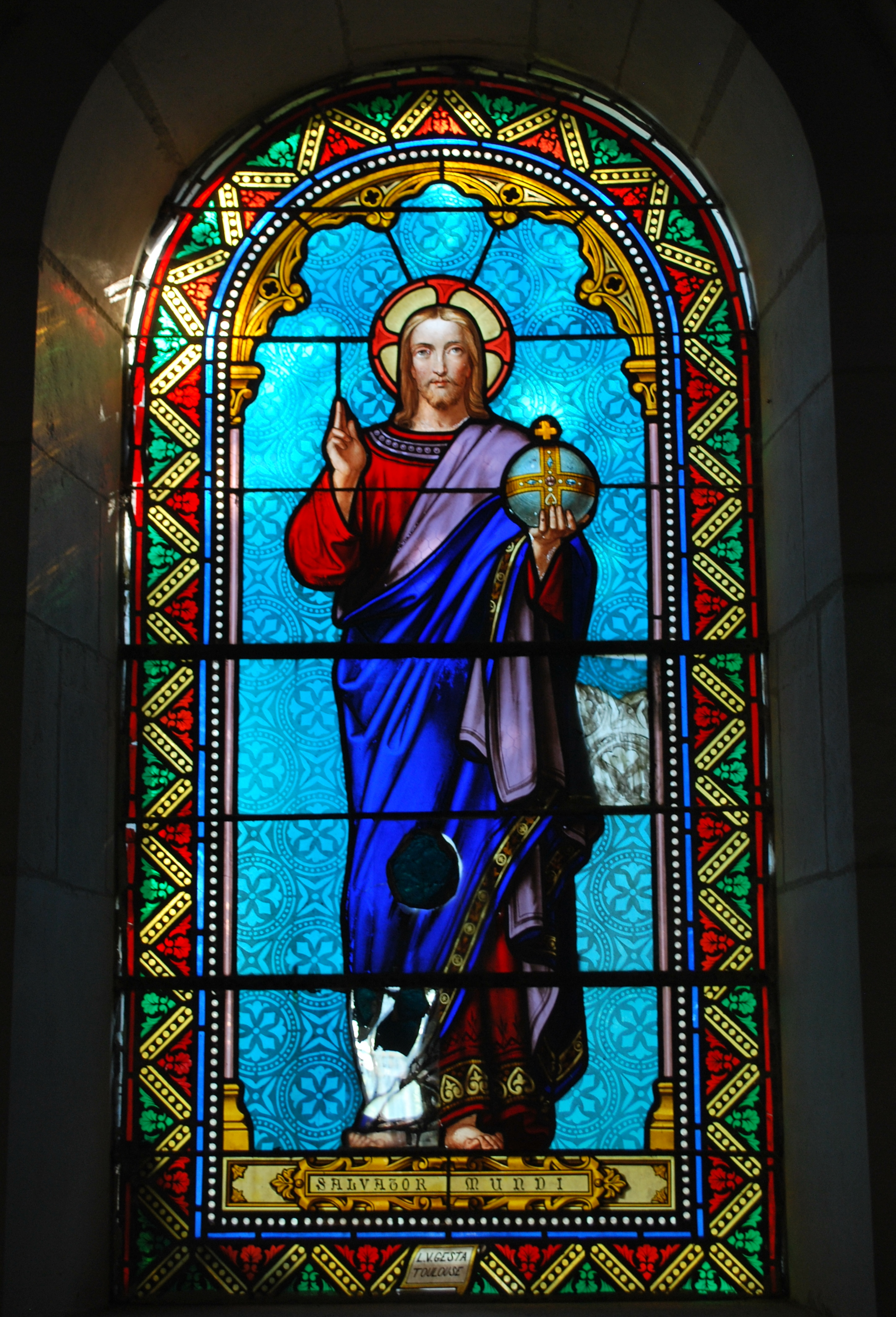
Vitrail de la baie axiale.
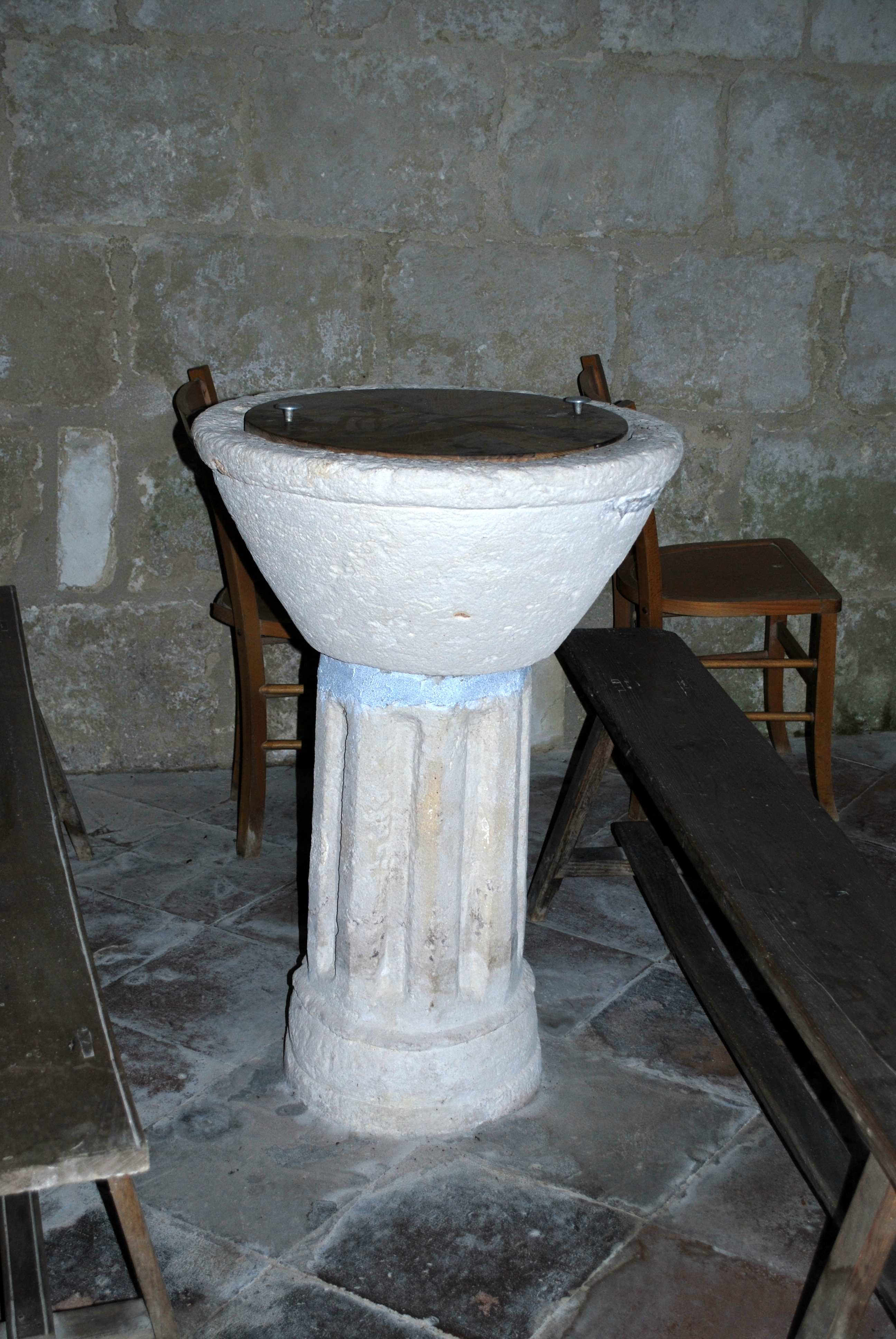
Bénitier.
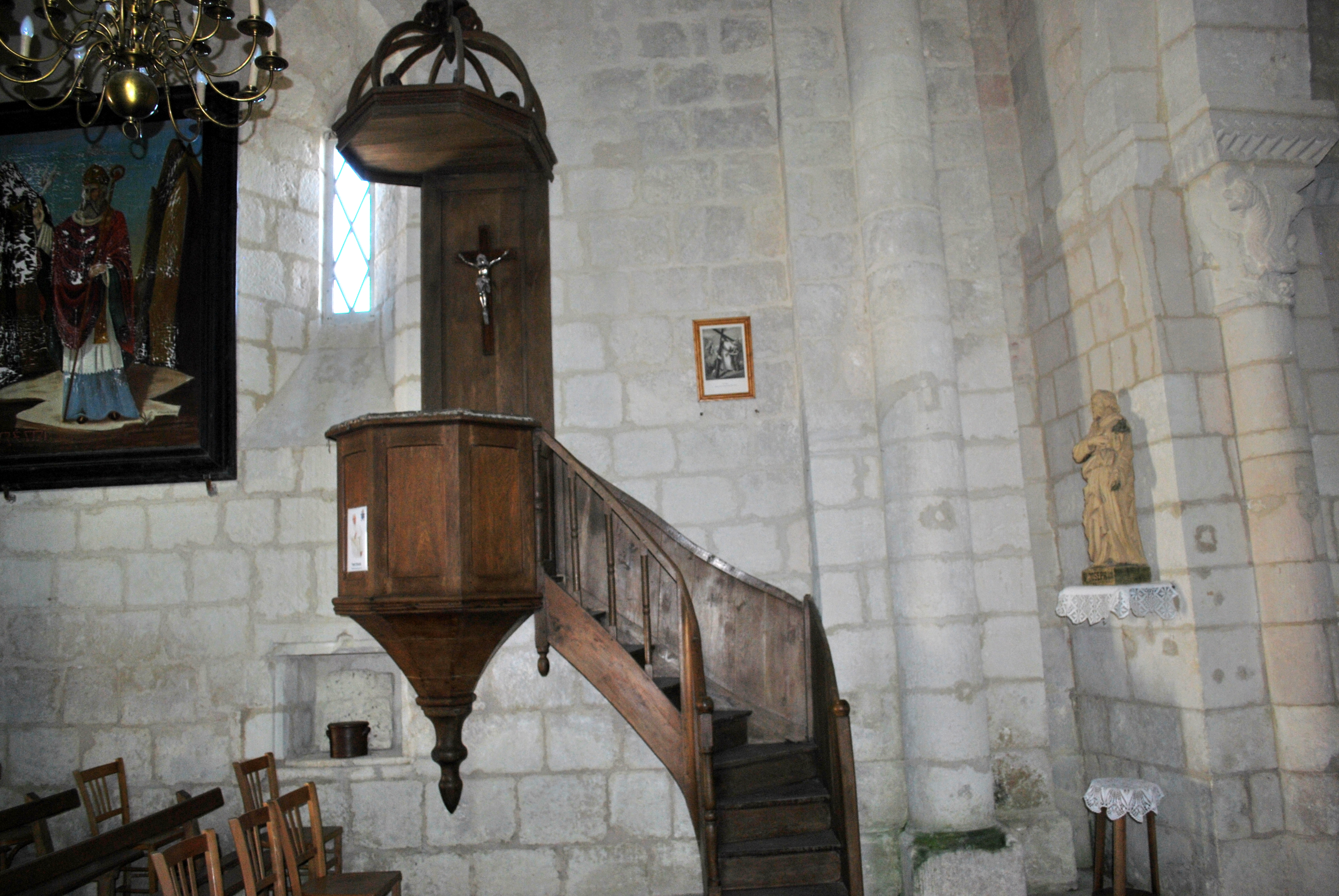
Chaire.
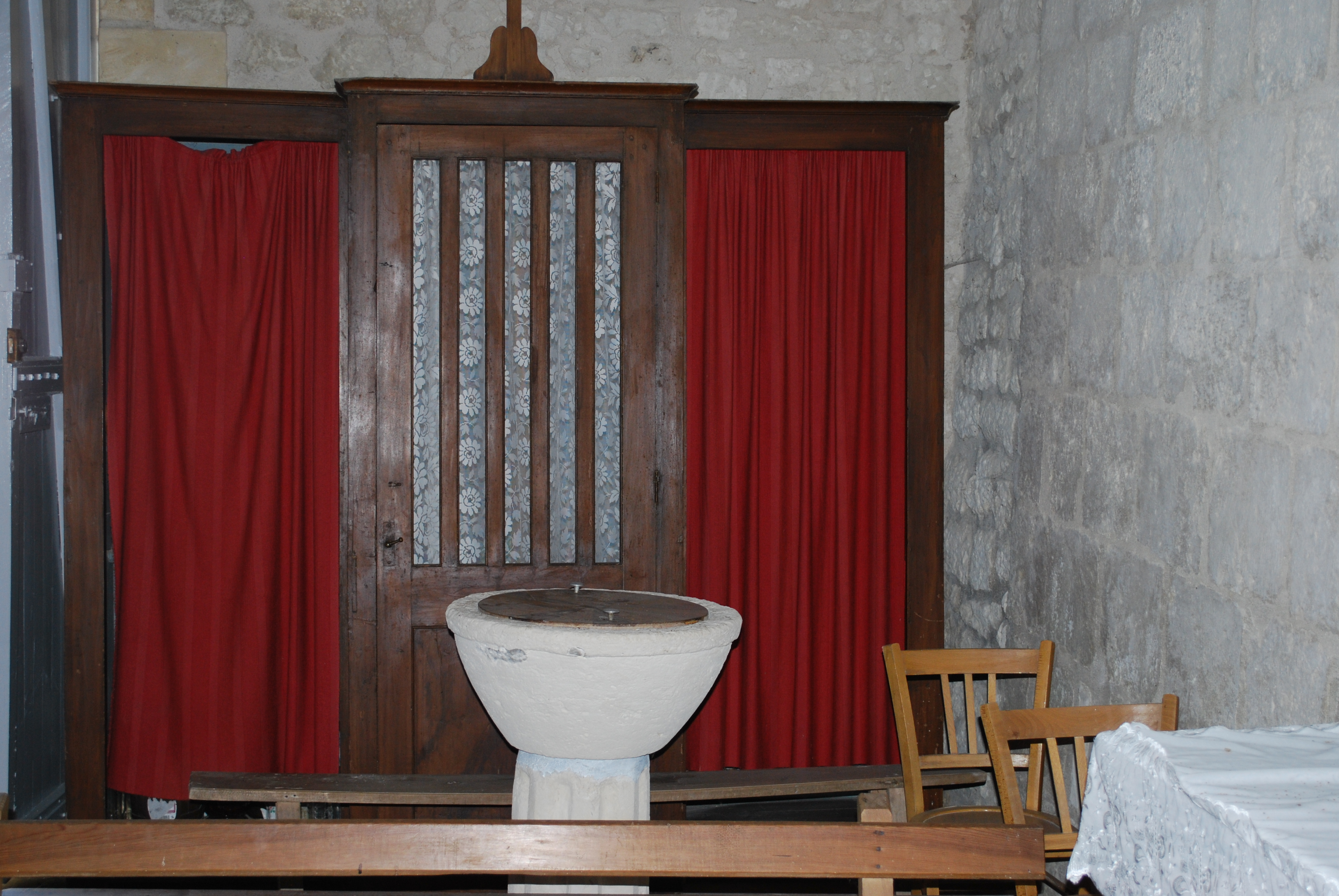
Confessionnal.
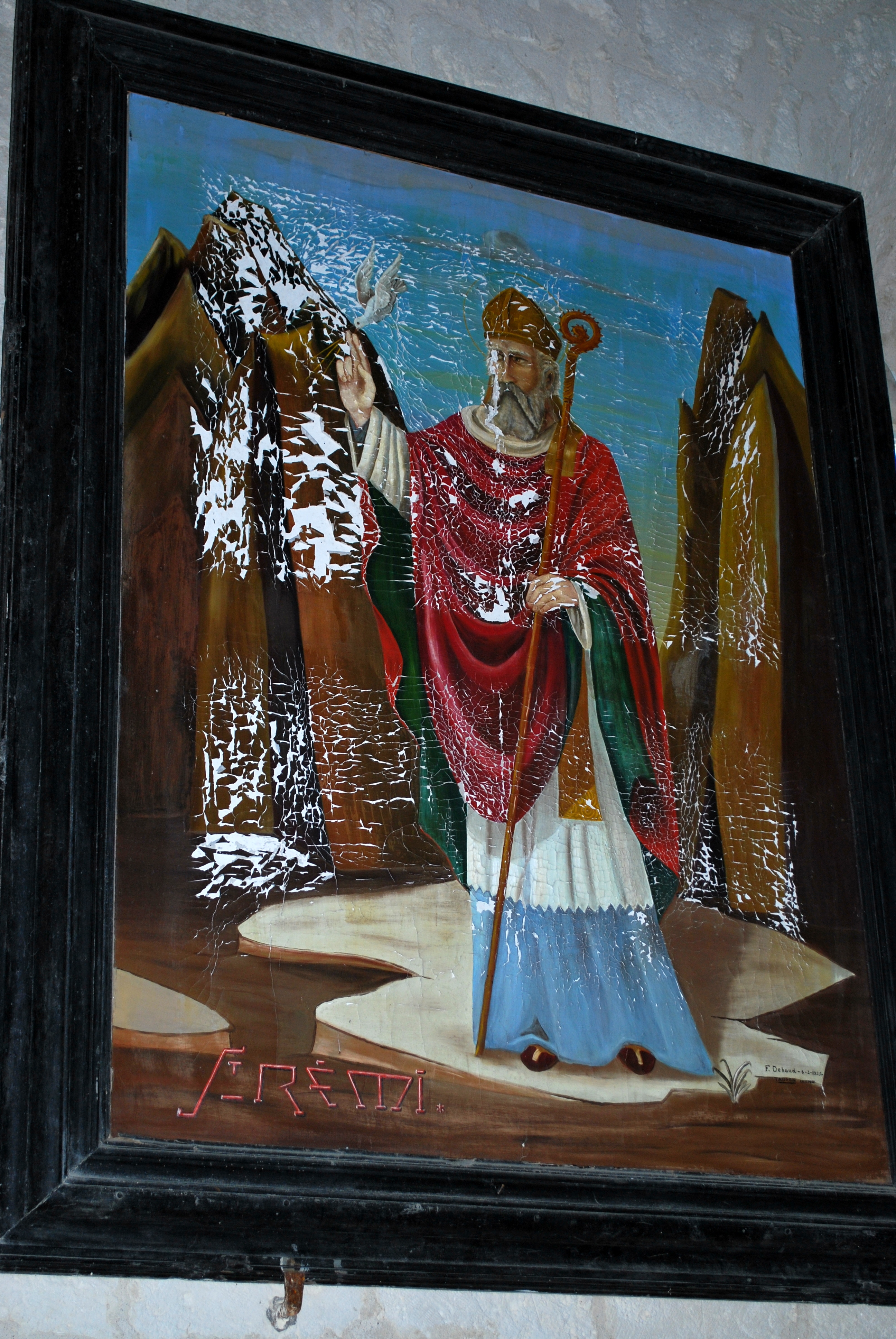
Représentation de saint Rémy.